# Benno Nehlert
Benno Nehlert (ur. 6 lutego 1881 r. w Sidzinie, zm. 21 lutego 1960 r. w Berlinie) – niemiecki adwokat, pisarz i działacz turystyczny.

## Życiorys
Jego ojciec był mistrzem budowlanym. Benno Nehlert ukończył gimnazjum w Nysie, a następnie studiował prawo we Wrocławiu i Monachium. Od 1908 r. pracował jako adwokat w Gliwicach. Od 1918 r. był także notariuszem. W 1914 r. został wybrany do rady miejskiej Gliwic. W 1919 r. przeniósł się do Nysy, gdzie również został wybrany do rady miejskiej. Wcześniej, w czerwcu 1918 roku wystartował w wyborach uzupełniających do Reichstagu. Przegrał z Wojciechem Korfantym, który uzyskał niemal dwukrotną przewagę, w tym głosy wielu Niemców. W latach 1934–1938 był prezesem sekcji Nysa Śląskiego Sudeckiego Towarzystwa Górskiego. W 1936 r. bronił aresztowanych przez władze nazistowskie nyskich werbistów. Po II wojnie światowej mieszkał w Berlinie prowadząc praktykę adwokacką i notarialną. Od 1957 r. był przewodniczącym Schlesische Landesversammlung.

## Twórczość literacka
W 1899 r. Benno Nehlert wystawił w nyskim teatrze sztukę Ambiorix. W 1915 r. opublikował zbiór wierszy Kriegsgedichte poświęcony wydarzeniom z pierwszych miesięcy I wojny światowej, m.in. bitwie pod Tannenbergiem i zatopieniu krążownika Emden. Największym sukcesem literackim Benno Nehlerta był dramat o czasach wojny trzydziestoletniej Die Glocken von Sankt Jacob napisany z okazji 700-lecia Nysy. W 1954 r. opublikował zbiór wierszy Schlesisches Herz ohne Heimat.